# Операција Пламен 95
Операција Пламен 95 (познатија још и као Битка за Орашје) је кодни назив за операцију Војске Републике Српске у мају 1995. године, у Босанској Посавини, чији је циљ био заузимање орашког џепа.

## Увод
Још од краја 1992. године, када је Војска Републике Српске у операцији Коридор овладала Босанском Посавином, орашки џеп, под контролом Хрватске војске и Хрватског вијећа одбране, задавао је главобоље команди ВРС. Због стратешког положаја Орашја, које се налази тик уз најузанији део брчанског коридора, претила је опасност да хрватска страна кроз само једну успешну операцију (пресецање коридора преко Орашја) оконча рат у своју корист; за разлику од 1992. године, ВРС је по потписивању Хрватско-муслиманског споразума у пролеће 1994. године изгубио стратешку иницијативу, што је значило да би концентрација снага ВРС неопходна за разбијање блокаде Босанске Посавине слична оној у операцији Коридор (20.000 - 40.000 бораца), била немогућа — ВРС би изгубио рат. У таквим околностима, ВРС се одлучује да отклони једини преостали хрватски мостобран на реци Сави. Уколико успешна, операција би ослободила пешадијске бригаде ВРС које су држале положаје према Орашју. Успех би, такође, ојачао морал ВРС након пораза српских снага у Западној Славонији.
Команда Првог крајишког корпуса и команда Главног штаба ВРС распоређују снаге одређене за операцију у две групе. Прва група је била снага предвиђена за удар на џеп. Чинили су је 1. батаљон војне полиције и 1. извиђачко-диверзантски одред Првог крајишког корпуса, 4. батаљон 43. приједорске бригаде, специјални одред „Вукови са Дрине“, један батаљон Прве оклопне бригаде, 4. одред СБ МУП РС (Бијељина), и делови Гарде Пантери; свеукупно око 2.000 бораца. Другу групу су чиниле пешадијске бригаде које су и иначе држале овај део фронта — 11. дубичка, 1. челиначка, 2. крајишка и 2. посавска бригада; свеукупно око 6.000 бораца. Задатак ове групе је био да заштити бокове нападачке групе. Као ватрену подршку ВРС је ангажовао три корпусне артиљеријске групе, састављене из јединица Првог крајишког и Источнобосанског корпуса.
Снаге ХВО биле су организоване у три пешадијске бригаде (202, 106. и 201. домобранска пуковнија) и једну гардијску бригаду (4. гардијска бригада ХВО); уз то, ХВО је ангажовао и један одред специјалне полиције. Ватрену подршку су пружали артиљеријски и ракетни дивизиони ХВ на левој обали Саве. Свеукупно, ХВО је имао на располагању 6.000 војника.

## Ток операције
ВРС је операцију Пламен (у хрватским изворима ова операција се погрешно зове „Освета") започео 5. маја снажним артиљеријским нападом. Првог дана напад је био неуспешан и ВРС обавља додатне припреме у наредних пет дана. 10. маја ВРС започиње офанзиву други пут, нападајући на више праваца. Овај пут, снаге ВРС пробијају одбрану ХВО на више места и 14-15. маја долазе надомак места Видовице, 4 km далеко од Орашја. Наредног дана, међутим, ХВО снаге у противнападу заустављају напредовање ВРС. Команда ВРС до 10. јуна и дефинитивно обуставља операцију.